# Лікіла
Лікіла (англ. Likila) — одна з місцевих громад, що розташована в районі Бута-Буте, Лесото. Населення місцевої ради у 2006 році становило 19 340 осіб.